# Adesmus turrialba
Adesmus turrialba là một loài bọ cánh cứng trong họ Cerambycidae.